# Argythamnia lundellii
Argythamnia lundellii är en törelväxtart som beskrevs av John William Ingram. Argythamnia lundellii ingår i släktet Argythamnia och familjen törelväxter. Inga underarter finns listade i Catalogue of Life.